# María Massip
María Massip (Albacete, 15 de desembre de 1942 - Madrid, 10 de juliol de 2002) va ser una actriu espanyola.

## Biografia
Cursa estudis en el conservatori d'Art Dramàtic i a l'Escola Oficial de Cinema, Amb tan sols 17 anys debuta en teatre. Posteriorment intervindria, entre d'altres, en els següents muntatges teatrals:: El cerezo y la palmera (1962), de Gerardo Diego; La camisa de Lauro Olmo; Arlequín, servidor de dos amos de Carlo Goldoni; o Los empeños de una casa de Sor Juana Inés de la Cruz i la que seria la seva última obra ¿Le gusta Shubert? (1998), amb Emma Penella i Carmen Bernardos.
Va desenvolupar igualment una prolífica carrera interpretativa en televisió des de principis dels anys seixanta. Al llarg de 30 anys va ser un dels rostres més habituals en la pantalla petita espanyola, actuant amb assiduïtat per a TVE en espais com Primera fila, Hora once, Novela i Estudio 1 i a es sèries Fernández, punto y coma (1963-1964), d'Adolfo Marsillach, Teresa de Jesús (1984), de Josefina Molina o Historias del otro lado (1991), de José Luis Garci.
També amb Garci va tenir l'oportunitat d'intervenir en tres importants títols cinematogràfics, dins de les seves escasses incursions en la pantalla gran: Canción de cuna (1994), La herida luminosa (1997) i El abuelo (1998).
No obstant això, una de les facetes més destacades de la seva carrera va ser la d'actriu de doblatge. Va posar veu a Sofia Loren, Lauren Bacall o Rita Hayworth. Però sobretot va ser la veu en castellà d'Ingrid Bergman en la mítica Casablanca.
Va estar casada amb el productor i guionista Juan Miguel Lamet, amb el qual va tenir dos fills.

## Trajectòria en televisió
- Hermanas
  - Dad y se os dará (1 de gener de 1998)
- Historias del otro lado
  - El Gran Truco (12 de juny de 1991)
  - Luciérnagas (24 de gener de 1996)
  - Eternamente (31 de gener de 1996)
  - Regalo de Navidad (7 de febrer de 1996)
- El mundo de Juan Lobón (1989)
- Escalera interior, escalera exterior (1986)
- Teresa de Jesús (1984)
- Mujeres insólitas 
  - Nuestra Señora de Termidor (22 de febrer de 1977)
- El Teatro
  - Usted tiene ojos de mujer fatal (13 de gener de 1975)
- Noche de teatro 
  - El abogado del diablo (13 de setembre de 1974)
- Los Libros
  - La montaña mágica (7 de maig de 1974)
- Teatro breve
  - Fernando Casado vuelve a escena (21 d'agost de 1971)
- Páginas sueltas
  - La noria de los sueños (27 d'octubre de 1970)
- Teatro de siempre 
  - Deirdre de los dolores (30 de juny de 1967)
  - De fuera vendrán que de casa nos echarán (13 de juliol de 1970)
  - Boquitas pintadas (29 de maig de 1972)
- Historias para no dormir
  - La alarma 2 (1 de gener de 1966)
  - La alarma (1 de gener de 1966)
- Estudio 1
  - La rosa de los vientos (6 d'octubre de 1965)
  - La anunciación de María (22 de desembre de 1965)
  - La dama del mar (9 de novembre de 1966)
  - La gaviota (28 de juny de 1967)
  - Asia (28 de maig de 1968)
  - Tío Vania (11 de novembre de 1969)
  - No habrá guerra de Troya (30 d'abril de 1971)
  - Llegaron a una ciudad (28 de juliol de 1972)
  - Deseo bajo los olmos (19 de gener de 1976)
  - La Dama Duende (14 de febrer de 1979)
  - La plaza de Berkeley (9 de desembre de 1979)
- Teatro de humor 
  - Cuatro corazones con freno y marcha atrás (22 de novembre de 1964)
- Gran teatro
  - El amor de los cuatro coroneles (5 d'abril de 1964)
- Fernández, punto y coma  (1963-1964)
- Novela
  - El doctor y el polizón (8 de juliol de 1963)
  - Tres preguntas al destino (1 d'octubre de 1963)
  - Llegada de noche (27 de gener de 1964)
  - Una mujer llega (18 de maig de 1964)
  - Mujercitas (30 de novembre de 1964)
  - Canción de cuna (20 de desembre de 1964)
  - El alma prestada (6 de setembre de 1965)
  - Resurrección (15 de febrer de 1966)
  - Más allá del milagro (5 d'abril de 1966)
  - El tren expreso (11 d'abril de 1966)
  - Levántate y lucha (26 d'abril de 1966)
  - Ana Karenina (3 de novembre de 1975)
- Canción de cuna (20 de desembre de 1964)
- Primera fila
  - Y amargaba (7 de juny de 1963)
  - Malvaloca (21 de juny de 1963)
  - El árbol de los Linden (23 d'octubre de 1963)
  - La casa de la noche (26 de febrer de 1964)
  - La bella desconocida (26 d'agost de 1964)
- Las enfermeras (1963)

## Premis
Medalles del Cercle d'Escriptors Cinematogràfics
| Any  | Categoria                    | Pel·lícula       | Resultat   |
| ---- | ---------------------------- | ---------------- | ---------- |
| 1976 | Millor actriu de repartiment | Colorín colorado | Guanyadora |